# Ioatam
Ioatam (Yotam în ebraică "Dumnezeu este perfect / complet") a fost rege în Iuda, fiul lui Azaria și al Ierușei, fiica lui Țadoc. El a domnit între 742 î.Hr. - 735 î.Hr. (Albright), 740 î.Hr. - 732 î.Hr. (Thiele) sau 758 î.Hr. - 742 î.Hr. (Galil). El este pomenit, la fel ca și tatăl său, în genealogia lui Iisus Hristos din Evanghelia după Matei (ca strămoș al lui Iosif).
De tânăr, Ioatam s-a ocupat de treburile staului, tatăl său fiind bolnav de lepră. Arheologul Gershon Galil chiar afirmă că domnia lui Ioatam a fost în timpul lui Azaria, deci tatăl ș fiul au fost co-regenți. 
În timpul lui Ioatam a fost fortificată Poarta de Nord a Ierusalimului, numită în Cartea Cronicilor "zidul Ofel". De asemenea Ioatam a mai întemeiat și fortificat cetățile din Iuda (la fel ca tatăl său). Ioatam i-a învins pe amoniții răzvrătiți, care i-au plătit regelui Iudei 100 de talanți de argint, 10.000 de core de grâu (aprox. 3.880.000 kg) și 10.000 de core de orz. Acest tribut i l-au dat ammoniții în al doilea și al treilea an al domniei sale (II Cronici 27:2-5).
Ioatam a trebuit de asemenea să-i respingă pe sirieni, conduși de regele Rațon, și pe israeliți, conduși de Pecah. După ce a murit, Ioatam a fost îngropat cu strămoșii săi în Ierusalim și în locul său s-a făut rege Ahaz, fiul său (IV Regi 15:37-38).
1. ↑  21, Cartea a doua Paralipomena
2. ↑  38, Cartea a patra a Regilor